# Estádio Al Bayt
Estádio Al Bayt  (em árabe: استاد البيت) é um estádio de futebol em Al Khor, Catar, destinado a partidas da Copa do Mundo FIFA de 2022. O contrato de construção do estádio foi concedido a Salini e Cimolai em 2015. Em janeiro de 2020, o estádio recebeu certificados de sustentabilidade de design verde, gestão de construção e eficiência energética.

## Planos
A cerimônia de abertura da Copa do Mundo de 2022 acontecerá no Estádio Al Bayt. A FIFA e o Comitê Organizador do Comitê Supremo do Catar confirmaram a data de início para 20 de novembro, com uma audiência de 60.000.
O projeto arquitetônico é inspirado nas tendas tradicionais dos povos nômades do Catar e da região. O estádio tem um formato de concha assimétrica, proporcionando assentos cobertos para todos os espectadores. Conectado a diversos sistemas de transporte, o estacionamento no local terá capacidade para 6.000 carros, 350 ônibus e 150 ônibus públicos, além de 1.000 táxis e táxis aquáticos. O estádio receberá cerca de 60.000 torcedores em cada jogo da Copa do Mundo, incluindo 1.000 assentos para a imprensa. 
O estádio é certificado por suas credenciais de sustentabilidade no Sistema de Avaliação de Sustentabilidade Global (GSAS) por uma série de certificações que representam design e construção sustentáveis, práticas de gerenciamento de construção e a eficiência de seu centro de energia. O estádio também recebeu uma classificação GSAS de cinco estrelas.
Nele existem luxuosas suítes de hotel e quartos com varanda com vista para o campo de futebol.
Para marcar o Dia Nacional do Esporte, a abertura oficial do parque adjacente ao estádio foi realizada no próprio dia dos esportes do Qatar, 11 de fevereiro de 2020.

## História
A inauguração do estádio foi realizada no dia 30 de novembro de 2021, na ocasião da cerimônia de abertura para a Copa Árabe de 2021, seguida por uma partida entre o anfitrião Catar e o Bahrein. Esse evento teve a presença do Emir do Catar, Sheik Tamim bin Hamad Al Thani, o presidente da FIFA Gianni Infantino, alguns chefes de estado e autoridade e presidentes das associações membros. O novo estádio recebeu cinco jogos durante a Copa Árabe de 2021, incluindo a final do torneio.

## Copa do Mundo de 2022
O estádio sediou os seguintes jogos da Copa do Mundo FIFA de 2022.
| Data           | Hora (UTC+3) | 1ª equipe     | Placar | 2ª equipe      | Fase             | Público |
| -------------- | ------------ | ------------- | ------ | -------------- | ---------------- | ------- |
| 20 de novembro | 19:00        | Catar         | 0 – 2  | Equador        | Grupo A          | 67.372  |
| 23 de novembro | 13:00        | Marrocos      | 0 – 0  | Croácia        | Grupo F          | 59.407  |
| 25 de novembro | 22:00        | Inglaterra    | 0 – 0  | Estados Unidos | Grupo B          | 68.463  |
| 27 de novembro | 22:00        | Espanha       | 1 – 1  | Alemanha       | Grupo E          | 68.895  |
| 29 de novembro | 18:00        | Países Baixos | 2 – 0  | Catar          | Grupo A          | 66.784  |
| 1º de dezembro | 22:00        | Costa Rica    | 2 – 4  | Alemanha       | Grupo E          | 67.054  |
| 4 de dezembro  | 22:00        | Inglaterra    | 3 – 0  | Senegal        | Oitavas de final | 65.985  |
| 10 de dezembro | 22:00        | Inglaterra    | 1 – 2  | França         | Quartas de final | 68.895  |
| 14 de dezembro | 22:00        | França        | 2 – 0  | Marrocos       | Semifinais       | 68.294  |